# 袁泌
袁 泌（えん ひつ、510年 - 567年）は、南朝梁から陳にかけての人物。字は文洋。本貫は陳郡陽夏県。

## 経歴
南朝梁の司空の袁昂の子として生まれた。南朝梁の員外散騎侍郎を初任とし、諸王の府佐を歴任した。太清2年（548年）、侯景の乱が起こると、袁泌は皇太子蕭綱の下で東宮領直となり、呉中におもむいて兵士を召募した。侯景が建康を包囲すると、袁泌は集めた兵を率いて救援におもむいた。太清3年（549年）、建康が陥落すると、東陽に撤退した。侯景の兵の追撃を受け、会稽の東嶺から湓城に出て、鄱陽嗣王蕭範を頼った。蕭範が死去すると、袁泌は侯景に降った。
侯景の乱が平定されると、袁泌は王僧弁の推挙を受けて富春郡太守となり、丹陽尹を兼ねた。承聖4年（555年）、貞陽侯蕭淵明が帝を称すると、袁泌は侍中となり、北斉に対する使者をつとめた。永定元年（557年）、王琳が郢州に拠って陳霸先に抵抗していた。袁泌は北斉より梁の永嘉王蕭荘を迎えて王琳のもとに送り、蕭荘を立てさせた。袁泌は侍中・丞相長史となった。天嘉2年（561年）、袁泌は王琳とともに柵口に到達したが、王琳の軍は南朝陳の軍に敗れた。袁泌は蕭荘を劉仲威に託して北斉に入国させ、自身は南朝陳に投降した。
寧遠始興王府法曹参軍に任じられ、諮議参軍に転じた。通直散騎常侍の位を受け、侍中を兼ね、豫州大中正をつとめた。北周に対する使者をつとめて、帰国すると散騎常侍の位を受け、御史中丞に任じられた。天康元年（566年）、廃帝が即位すると、袁泌は雲旗将軍・司徒左長史となった。光大元年（567年）、死去した。享年は58。贈諡を受けないよう遺言したが、南朝陳の朝廷に聞きとどけられず、金紫光禄大夫の位を追贈され、諡を質といった。

## 子女
- 袁蔓華（名は芳華とも）

## 伝記資料
- 『陳書』巻18 列伝第12
- 『南史』巻26 列伝第16